# Барит (Тексас)
Барит (енгл. Barrett) насељено је место без административног статуса у америчкој савезној држави Тексас.

## Демографија
По попису из 2010. године број становника је 3.199, што је 327 (11,4%) становника више него 2000. године.
| Група             | 2000.         | 2010.         |
| Белци             | 181 (6,3%)    | 213 (6,7%)    |
| Афроамериканци    | 2.486 (86,6%) | 2.477 (77,4%) |
| Азијати           | 0 (0,0%)      | 0 (0,0%)      |
| Хиспаноамериканци | 177 (6,2%)    | 472 (14,8%)   |
| Укупно            | 2.872         | 3.199         |